# ماركوس زودر
ماركوس زودر (بالألمانية: Markus Söder) (مواليد 5 يناير 1967 في نورمبرغ) سياسي ألماني ينتمي لحزب الاتحاد الاجتماعي المسيحي (CSU). يشغل منصب رئيس وزراء ولاية بافاريا منذ آذار 2018.

## روابط خارجية
- ماركوس زودر على موقع IMDb (الإنجليزية)
- ماركوس زودر على موقع مونزينجر (الألمانية)
- ماركوس زودر على موقع قاعدة بيانات الفيلم (الإنجليزية)